# На лепем пријазни
На Лепем Пријазни је словеначки и југословенски џез рок бенд основан у Љубљани 1979. године.
Оформљени од стране кантаутора Андреја Тробентара, На лепем пријазни били су један од последњих бендова југословенске прогресивне рок сцене који је задобио пажњу публике и медија на трагу панка и новог таласа. Бенд је издао свој дебитантски истоимени албум 1981. године, завршавајући своју активност убрзо након објављивања. Бенд се поново окупио 2005. године, издавши три студијска албума од тада.

## Историја

### 1978–1981
Групу су у пролеће 1979. године формирали Андреј Тробентар, који је већ стекао пажњу јавности као кантаутор.  Тробентар је претходно, током 1974. године, био вокал групе Седем светлобних лет.  Након што је дошао Марко Брецељ, Тробентар је напустио бенд и формирао групу Шест км на сат, која ће касније прерасти у Бегнаград.  Првобитни састав чинили су Тробентар на вокалу, Војко Алексић на гитари, Андрија Пушић на клавијатурама, Полде Пољаншек на саксофону, Ал Стоне на бас гитари и Роман Шкраба на бубњевима.  У време формирања бенда, Тробетнар и Алексић су били студенти уметности,  Андрија Пушић – старији брат Антонија Пушића, познатијег под уметничким именом Рамбо Амадеус – преселио се у Љубљану из Херцег Новог, где је наступао у хотелским бендовима,  а Стоун је био Британац који је дошао у Југославију 1977. године, и неко време је провео наступајући са бендовима Пепел ин кри и Јутро.  Бенд је убрзо привукао пажњу јавности, па је позван да наступи на двадесетом издању фестивала Омладина у Суботици, поред новоталасних бендова Шарло Акробата, Идоли, Електрични оргазам, Филм, Хаустор и Контраритам. 
Бенд је издао свој дебитантски истоимени албум 1981. преко издавачке куће Хелидон.  Албум је продуцирао Брацо Долбекар, који је такође свирао саксофон и конге.  Албум је донео визију бенда џез рока, са утицајима попа и регеа.  Због песме "Suckitandsee", албум је означен као кич.  Убрзо након што је албум изашао, бенд је прекинуо своју активност. 
Године 1994. издавачка кућа Ника објавила је компилацијски албум What a Time to Make a Fool of You, на којем су биле све нумере са деби албума бенда, као и три досад необјављене песме. 

### 2005–данас
Године 2005. Тробентар, Алексић и Шкраба поново су се окупили на два наступа. Наступали су, поред Тробентара на вокалу, Алексић на гитари и Шкраба на бубњевима, Матјаж Уговшек на гитари и Кејт Хоскинг на бас гитари. Године 2005. бенд под мало измењеним именом На лепем пријазни мутант издаје повратнички албум, Потапља се рај/Paradise Drowning. На албуму, поред оригиналних чланова Тробетнара и Алексића, наступили су Стојан Краљ (бас гитара) и Борут Прапер (бубњеви), као и Давид Јарх (труба), Тинкара Ковач (вокал, флаута) и Ото Пестнер (вокал).  Године 2012. бенд је објавио албум Туди че се врнемо назај, овога пута под називом На лепем пријазни.  На албуму су, поред Тробетнара и Алексића, страховали Јан Јарни на гитари, Дарко Хочевар на бас гитари и Лука Кухар на бубњевима. Године 2017. изашао је албум Срцедер. На албуму је била нова постава, са Алексић као јединим преосталим оригиналним чланом, поред Лудвика Багарија (вокал), Боштјана Франетича (гитара), Дарка Хочевара (бас гитара), Луке Кухара (бубњеви) и Жиге Фабра (клавијатуре, саксофон). 

## Дискографија

### Студијски албуми
- На Лепем Пријазни (1981)
- Потапља се рај / Paradise Drowning (2005)
- Туди че се врнемо назај (2012)
- Срцедер (2017)

### Синглови
- "Фаетон" / "Чрна овца" (1980)